# Bill Collins (Eishockeyspieler)
William Earl „Bill“ Collins (* 13. Juli 1943 in Ottawa, Ontario) ist ein ehemaliger kanadischer Eishockeyspieler, der im Verlauf seiner aktiven Karriere zwischen 1960 und 1978 unter anderem 786 Spiele für die Minnesota North Stars, Canadiens de Montréal, Detroit Red Wings, St. Louis Blues, New York Rangers, Philadelphia Flyers und Washington Capitals in der National Hockey League (NHL) auf der Position des Centers bestritten hat. Seinen größten Karriereerfolg feierte Collins jedoch im Trikot der St. Paul Rangers aus der Central Professional Hockey League (CPHL) mit dem Gewinn des Adams Cups im Jahr 1965.

## Karriere
Collins verbrachte seine Juniorenzeit zwischen 1960 und 1963 in den Juniorenligen der Ontario Hockey Association (OHA), wo er in diesem Zeitraum unter anderem für die Toronto Marlboros auflief. Der Mittelstürmer bestritt in diesem Zeitraum 92 Spiele im Juniorenbereich und erzielte dabei 111 Scorerpunkte. Dennoch blieb er von den Franchises der National Hockey League (NHL) ungedraftet, wurde jedoch als Free Agent von den Toronto Maple Leafs unter Vertrag genommen.
Für den Stürmer war es jedoch schwer, in der zu dieser Zeit aus sechs Teams bestehenden NHL einen Kaderplatz zu erhalten. So war Collins zunächst in den Minor Leagues aktiv und spielte für Torontos Kooperationspartner, die Sudbury Wolves in der Eastern Professional Hockey League (EPHL) und die Denver Invaders in der Western Hockey League (WHL). Auch der Wechsel in die Organisation der New York Rangers, wohin er im Februar 1964 gemeinsam mit Dick Duff, Bob Nevin, Rod Seiling und Arnie Brown im Tausch für Andy Bathgate und Don McKenney wechselte, änderten an der Situation zunächst nichts. Der Angreifer stand bis zum Sommer 1967 für New Yorks Farmteams, die Baltimore Clippers in der American Hockey League (AHL) und die St. Paul bzw. Minnesota Rangers in der Central Professional Hockey League (CPHL), auf dem Eis. Mit den St. Paul Rangers gewann er im Jahr 1965 den Adams Cup. Durch die Vergrößerung des NHL-Teilnehmerfeldes von sechs auf zwölf Teams zur Saison 1967/68 und dem damit verbundenen Ende der Original-Six-Ära fand Collins durch den NHL Expansion Draft 1967 einen neuen Arbeitgeber, da er als von den Rangers ungeschützter Spieler von den Minnesota North Stars ausgewählt worden war. 
In Diensten der Minnesota North Stars gelang es dem Offensivspieler sich einen dauerhaften Platz in der NHL zu verschaffen. Er gehörte den North Stars drei Spielzeiten lang an und bestritt in der Spielzeit 1969/70 mit 38 Scorerpunkten, darunter 29 Tore, sein bis dato bestes Jahr im Trikot Minnesotas. Im Juni 1970 musste der Offensivspieler das Team jedoch verlassen, da er zu den Canadiens de Montréal transferiert wurde, um damit ein vorangegangenes Transfergeschäft zwischen beiden Organisationen im Monat zuvor, bei dem Jude Drouin zu den North Stars gewechselt war, zu begleichen. Bei den Canadiens stand Collins jedoch nur bis Mitte Januar 1971 unter Vertrag und absolvierte in diesem Zeitraum 40 Spiele. In einem abermaligen Tauschhandel wechselte er gemeinsam mit Mickey Redmond und Guy Charron zu den Detroit Red Wings. Im Gegenzug sicherten sich die Habs die Dienste von Frank Mahovlich. Bei den Red Wings wurde der Kanadier für die folgenden drei Jahre heimisch. In den Spielzeiten 1971/72 und 1972/73 knackte er jeweils die Marke von 40 Punkten pro Saison.
Im Februar führte ein weiteres Transfergeschäft dazu, dass Collins zusammen mit Ted Harris und Garnet Bailey im Tausch für Chris Evans, Bryan Watson und Jean Hamel zu den St. Louis Blues wechselte. Dort übertraf der 31-Jährige im Spieljahr 1974/75 zum dritten Mal in seiner Karriere die 20-Tore-Marke und spielte mit 37 Punkten eine solide Saison. Dennoch war ihm ein längeres Engagement in St. Louis durch einen erneuten Transfer im Juni 1975 verwehrt. Mit Torhüter John Davidson kehrte der Center im Tausch für Ted Irvine, Bert Wilson und Jerry Butler zu seinem Ex-Team, den New York Rangers, zurück. Das Jahr in New York verlief mit acht Punkten in 50 Partien jedoch enttäuschend und beide Parteien verlängerten die Zusammenarbeit über die Saison 1975/76 hinaus nicht.
Collins suchte daraufhin als sogenannter Free Agent eine neue Herausforderung und unterzeichnete Mitte Oktober 1976 ein Arbeitspapier bei den Philadelphia Flyers. Für die Flyers stand der Angreifer jedoch bis Anfang Dezember desselben Jahres nur neunmal auf dem Eis, ehe sie ihn an den Ligakonkurrenten Washington Capitals verkauften. Für die Hauptstädter spielte Collins schließlich bis zum Ende der Saison 1977/78 in insgesamt 128 Begegnungen. Im Sommer 1978 beendete der 35-Jährige seine aktive Laufbahn.

## Erfolge und Auszeichnungen
- 1965 Adams-Cup-Gewinn mit den St. Paul Rangers

## Karrierestatistik
(Legende zur Spielerstatistik: Sp oder GP = absolvierte Spiele; T oder G = erzielte Tore; V oder A = erzielte Assists; Pkt oder Pts = erzielte Scorerpunkte; SM oder PIM = erhaltene Strafminuten; +/− = Plus/Minus-Bilanz; PP = erzielte Überzahltore; SH = erzielte Unterzahltore; GW = erzielte Siegtore; 1 Play-downs/Relegation; Kursiv: Statistik nicht vollständig)